# Три сестры (опера)
«Три сестры» — опера Петера Этвёша по одноименной пьесе А. П. Чехова. Либретто Этвёша и Хеннеберга. Впервые поставлена в Лионе в 1998 году, считается последней великой оперой двадцатого века.

## Либретто
Либретто было написано самим композитором и немецким либреттистом Клаусом Хенненбергом по-немецки и затем было переведено на русский язык. Вместо хронологического повествования четырёх актов чеховской пьесы либретто разделено на три «последовательности», рассказывающих о происходящем с точки зрения Ирины, Андрея и Маши. Разрушение причинно-следственных связей и отказ от линейного развития событий подчёркнуты символическим разбиванием часов (в двух последовательностях) и квази-ритуальным характером повтора.

## Постановки
Впервые «Три сестры» были поставлены Усио Амагацу в Опере Лиона. Оркестром дирижировал Кент Нагано.
Все женские партии (Ольга, Маша, Ирина, Наташа, Анфиса) были исполнены мужчинами; партии сестёр — контр-тенорами.
Первое исполнение: Ален Обан (Ольга), Вячеслав Каган-Палей (Маша), Олег Рябец (Ирина), Гэри Бойс (Наташа), Альберт Шагидуллин (Андрей), Никита Сторожев (Кулыгин), Войцех Драбович (Вершинин), Питер Холл (Чебутыкин), Грегор Далал (Тузенбах), Денис Седов (Солёный), Ян Алофс (Анфиса), Валерий Серкин (Федотик), Алексей Григорьев (Родэ). В 1999 запись этой постановки была выпущена Deutsche Grammophon, в 2002 — видеозапись.
С тех пор «Три сестры» были неоднократно поставлены в том числе в Дюссельдорфе, Гамбурге, Амстердаме, Париже, Брюсселе, Эдинбурге и Вене.